# Placé
Placé är en kommun i departementet Mayenne i regionen Pays de la Loire i nordvästra Frankrike. Kommunen ligger i kantonen Mayenne-Ouest som tillhör arrondissementet Mayenne. År 2022 hade Placé 354 invånare.

## Befolkningsutveckling
Antalet invånare i kommunen Placé
| Referens: INSEE |